# Friol
Friol és un municipi de la província de Lugo a Galícia. Pertany a la Comarca de Lugo. Limita al nord amb Guitiriz i Begonte; al sud amb Palas de Rei i Guntín; a l'est amb Lugo i Outeiro de Rei i a l'oest amb la província de la Corunya.
| 8.865 | 10.176 | 10.037 | 5.878 | 4.580 |
| Fonts: INE i IGE (Els criteris de registre censal variaren i les dades de l'INE i de l'IGE poden no coincidir.) |        |        |       |       |

## Història
En Friol queden encara vestigos megalítics i castreños, els més antics que conserva aquest municipi. Aquesta terra va ser també ocupada per romans i visigots. A l'edat mitjana les famílies Ulloa, Parga i Seixas es van repartir el poder en aquest terme. Bona mostra d'això són les edificacions, torres i castells, que poblen el territori: La Torre de Friol, la Fortalesa de San Paio de Narla, torre de Miraz, Pazo de Remesil i de Trasmonte. L'edificació més coneguda de Friol és la fortalesa de San Paio de Narla, d'origen desconegut i reconstruïda en el segle xvi per Basco de Seixas, senyor de la Casa Solar i Castro de Seixas i del Pazo de Sant Paio de Narla; fill de Do Basco de Seixas "el vell" i de María Álvarez de Sotomayor i net de Basco de Seixas, qui ja en el segle xiv era senyor de San Paio, Osera, Chantada, Ferreira, Samos, Sobrado i Eiré.
Va participar en la lluita dinàstica dels Trastàmara en favor d'Enric. En aquella època va quedar repartit l'espai senyorial lucense entre tot just cinc famílies: els Vázquez de Seixas, Ulloa, Lemos, Saavedra i Pardo. A Friol existeixen moltes llegendes populars relacionades amb la fortalesa de San Paio de Narla i els seus propietaris els Vázquez de Seixas.

## Esports
L'esport més important de Friol és el Futbol Sala, el club Peluqueria Mixta representa al municipi amb el seu equip masculí de Lliga Autonomica de Galícia (Servicios Iglesias Friol) i femení (Concello de Friol FS). També posseïx el club un equip de futbol femení.